# Microtatorchis rhomboglossa
Microtatorchis rhomboglossa är en orkidéart som beskrevs av Rudolf Schlechter. Microtatorchis rhomboglossa ingår i släktet Microtatorchis och familjen orkidéer. Inga underarter finns listade i Catalogue of Life.